# Diedrich Stolterfoht
Diedrich Stolterfoht (* 14. Oktober 1754 in Lübeck; † 6. Juli 1836 ebenda) war ein Lübecker Ratsherr und Fabrikant.

## Leben

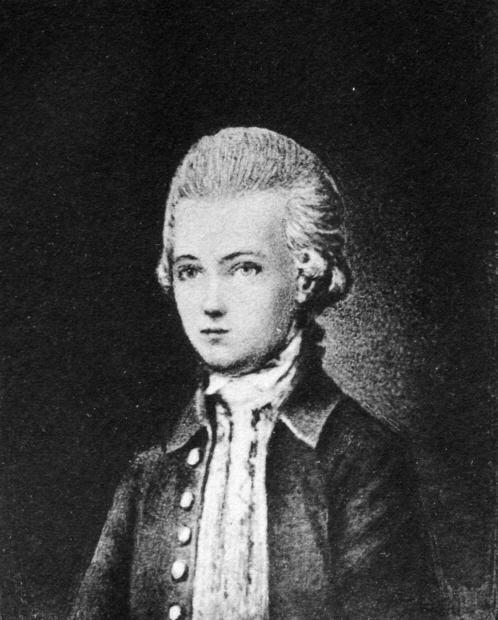
Diedrich Stolterfoht; Jugendbildnis um 1770

Diedrich Stolterfoht war Kaufmann sowie Besitzer zweier Fabriken für Seife und Weizenstärke. Er war Ältermann der Schonenfahrer. Nach Eingliederung Lübecks in das Kaiserreich Frankreich wurde er am 13. Februar 1811 durch den Präfekten des Departements der Elbmündung in den provisorischen Munizipalrat berufen und am 11. Juli in den endgültigen Munizipalrat übernommen. Am 25. Juni 1813 wurde er zusammen mit 33 weiteren Lübecker Bürgern als französische Geisel nach Hamburg verschleppt, von wo er erst im Dezember zurückkehrte.
Nach der Befreiung Lübecks wurde Stolterfoht am 28. Februar 1814 in den Rat gewählt und in das Gremium der Vorsteher von St. Marien aufgenommen. Ende 1824 geriet er in geschäftliche und finanzielle Schwierigkeiten, die ihn zwangen, am 5. Januar 1825 von seinem Amt als Ratsherr sowie als Vorsteher der Marienkirche zurückzutreten. Bis zu seinem Tod 1836 lebte er in bescheidenen Verhältnissen als Inspektor des Johannisklosters.
Verheiratet war Diedrich Stolterfoht mit Elisabeth Sabina Gaedertz.